# 墨西哥軟梳䲁
墨西哥軟梳䲁（學名：Malacoctenus mexicanus），為輻鰭魚綱䲁形目脂䲁科軟梳䲁屬的一個種，分布於東太平洋加利福尼亞灣至墨西哥阿卡普爾科海域，深度1至21公尺，本魚頭部細長，吻尖，頸背有一對多分枝的觸鬚，眼上方有一條分枝的觸鬚，上頜後端上部被眼下骨質覆蓋，口腔頂部兩側無齒，頭下方鰓蓋前端之間有1個鰓孔，側線鱗片51-56片，背鰭棘與鰭條之間有缺口，雌魚體白色，側面佈滿不規則的黃褐色至灰褐色斑點，腹部白色，鰓蓋大部分被一個邊緣淺的大型棕色斑點覆蓋；繁殖期雄性體色為深綠色至灰色，後背有數條散開的深色橫帶和3個黑色斑點，背鰭硬棘20枚、背鰭軟條10-12枚、臀鰭硬棘2枚、臀鰭軟條21枚，體長可達4.5公分，棲息在水淺的礁石區，生活習性不明。